# Cytheridea acuminata
Cytheridea acuminata is een mosselkreeftjessoort uit de familie van de Cytherideidae. De wetenschappelijke naam van de soort is voor het eerst geldig gepubliceerd in 1952 door Bosquet.